# アクアパラダイス パティオ
アクアパラダイスパティオ（あくあぱらだいすぱてぃお）は、埼玉県深谷市の深谷グリーンパーク内にある深谷市が設立・運営する公共の屋内プールである。ごみ焼却時に出る余熱を利用している。

## 施設

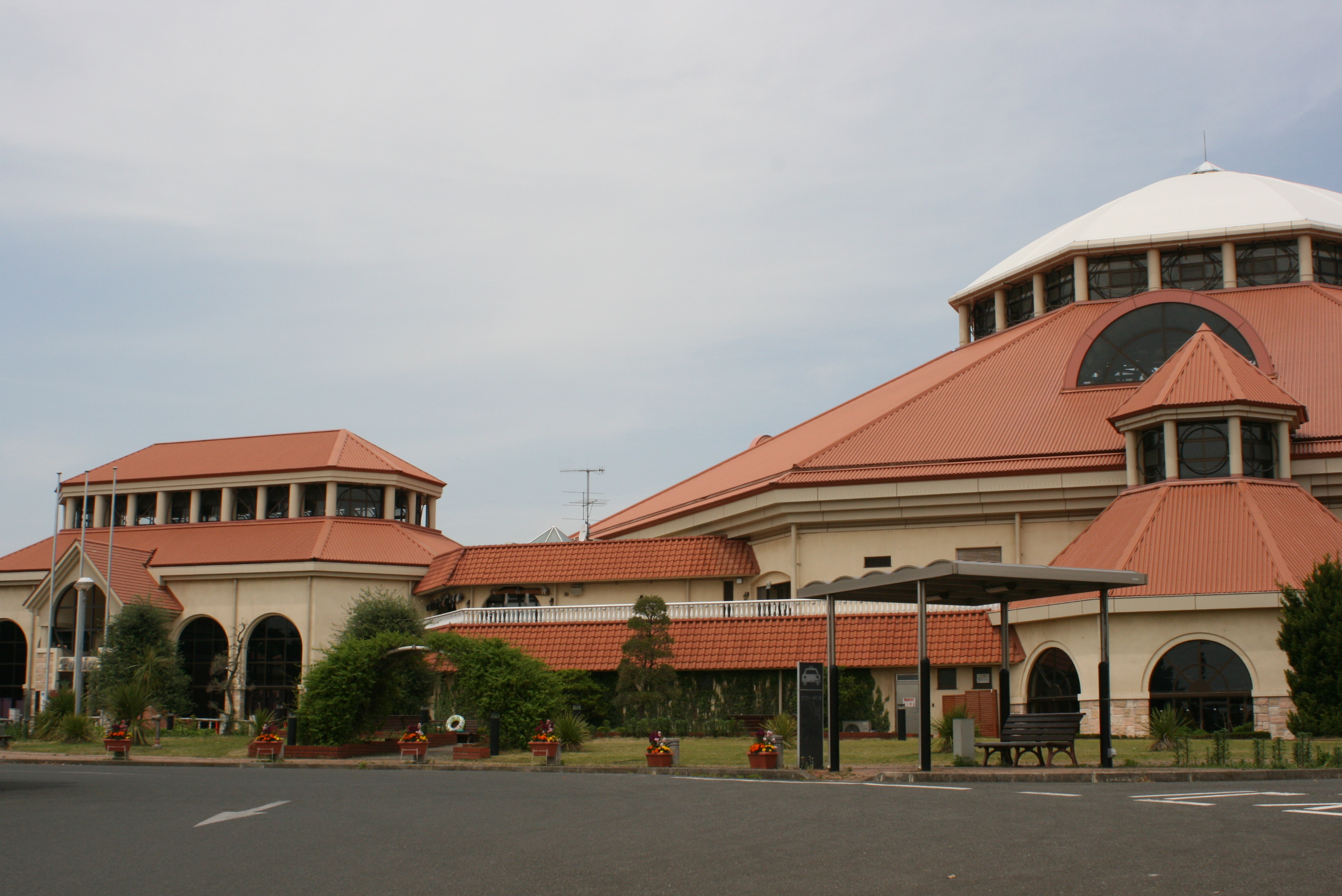
入口付近からみた外観

- バージンウェーブ（波のプール）
- クリスタルリバー（流れるプール）
- 25mプール
- スピニングスライダー
- ウェット＆ドライサウナ・ジャグジー
- キッズラグーン
- レストラン　マリンクラブ
- サンビーチ　コスタ（日光浴用・夏期のみ）

## 入場料金・休館日
- 一般 1,000円（団体800円）
- 小中学生 500円（団体400円）

公営プールとしては高価な料金設定となっていたが、2011年にさらに値上げした。幼児は無料。小学生は1月と3月は無料。7月と8月は3時間の制限があり、30分毎に超過料金が発生する。
上記の料金の他、期間利用料金が設定されている（3ヶ月、6ヶ月、1年）。期間内であれば何度でも利用でき、7,8月の時間制限は無い。
埼玉県民の日である11月14日は埼玉県民でなくても全員無料で利用できる。
休館日は毎週火曜日（夏期を除く）。2月はメンテナンスの関係で長期休館となる。

## 関連施設
- 日本のプール一覧
- ヨネッティー王禅寺
- ふれーゆ
- アクアブルー多摩